# Engineering Division TW-1
El Engineering Division TW-1 fue un biplano de entrenamiento biplaza estadounidense diseñado por la División de Ingeniería (Engineering Division) del Ejército de los Estados Unidos.

## Diseño y desarrollo
Fueron construidos dos prototipos del TW-1 (matriculados AS64317 y AS64318), propulsados por un motor Liberty 6 (L-825) de seis cilindros y 172 kW (230 hp).
Según las fotografías de la época, parece que el fuselaje, las alas y la cola fueron adaptados desde un Curtiss JN-4 o JN-6. Presentaba una disposición biplano de un solo vano con soportes entreplanos y de cabaña con forma de N.
El primer avión fue probado en McCook Field (con el registro de proyecto P-200) y posteriormente fue modificado con un motor Packard 1A-1237 (V-734) de 12 cilindros y 261 kW (350 hp), pero no se construyeron más ejemplares.

## Operadores
Estados Unidos
- Servicio Aéreo del Ejército de los Estados Unidos

## Especificaciones
Referencia datos: Aerofilesaerofiles.com

### Características generales
- Tripulación: Dos
- Longitud: 8,8 m (28,8 ft)
- Envergadura: 12,5 m (41 ft)
- Altura: 3,3 m (10,8 ft)
- Peso cargado: 1462 kg (3222,2 lb)
- Planta motriz: 1× motor lineal de seis cilindros refrigerado por agua Liberty 6.
  - Potencia: 172 kW (237 HP; 234 CV)

### Rendimiento
- Velocidad máxima operativa (Vno): 156 km/h (97 MPH; 84 kt)
- Velocidad crucero (Vc): 130 km/h (81 MPH; 70 kt)

## Aeronaves relacionadas

### Secuencias de designación
- Secuencia TW-_ (Entrenador, refrigerado por Agua, del USAAS, 1919-1924): TW-1 - TW-2 - TW-3 - TW-4 →